# Eois pyrauges
Eois pyrauges là một loài bướm đêm trong họ Geometridae.